# Knittelvers
Der Knittelvers ist ursprünglich ein deutsches Versmaß, das vor allem im 15. bis frühen 17. Jahrhundert in aller Regel in der nicht gesungenen, sowohl lyrischen, epischen als auch dramatischen Dichtung Verwendung fand. Sein Name bezieht sich auf die ihm zugeschriebene Unregelmäßigkeit und Ungefügigkeit (Knüttel / entrundet Knittel = ‚Knüppel‘). In den (lateinisch verfassten) Verslehren der Zeit hieß er Usitatissimus („der allergebräuchlichste [Vers]“). Es ist eine irrige Annahme, dass der Knittelvers nach dem Zisterzienserabt Benedikt Knittel (1650–1732) benannt wurde.

## Form
Die einzige Vorschrift für den Knittelvers bestand darin, dass immer zwei aufeinanderfolgende Zeilen sich reimen müssen (Paarreim). Man unterscheidet seit Andreas Heuslers dreibändiger Deutscher Versgeschichte (1925–1929) zwischen dem strengen Knittelvers, der (je nach Kadenz) aus 8 oder 9 Silben pro Verszeile besteht, und dem freien Knittelvers, der in der Silbenzahl variieren darf.
Entgegen einer lange gepflegten Auffassung war der Knittelvers im 15. und 16. Jahrhundert weder vierhebig noch füllungsfrei noch in alternierendem Rhythmus geschrieben. Dieses Missverständnis geht auf eine veränderte Handhabe des Knittelverses durch Goethe und seine Zeitgenossen zurück. Man zählte nun – gemäß der Prosodie des Neuhochdeutschen – nicht mehr Silben wie noch im Frühneuhochdeutschen (nach dem Vorbild französischer Metrik), sondern – gemäß der Opitz'schen Versreform – Hebungen. Der strenge Knittelvers wurde entsprechend umgebaut zu einem alternierenden jambischen Vierheber. Daraus sich ergebende Unregelmäßigkeiten in Rhythmus und Verslänge führten zum Konzept der Füllungsfreiheit. Dieses Prinzip der Füllungsfreiheit nun rückwirkend auch auf den frühneuhochdeutschen Knittelvers anzuwenden, wäre allerdings unsinnig, da ein silbenzählendes Metriksystem keine metrisch relevanten Akzente, also keine Hebungen und Senkungen kennt. 
Der auf diese Weise entstandene neuhochdeutsche Knittelvers, wie er z. B. in Goethes Faust zur Anwendung kommt, hat sich jedoch als eigenes Versmaß in der deutschen Metrik etabliert. Im Unterschied zum alten Knittelvers sind in ihm zudem nicht nur der Paarreim, sondern auch Kreuzreim, Schweifreim, umarmender Reim, sogenannte „Waisen“ und andere Reimformen erlaubt.

## Verwendung
Im 15./16. Jahrhundert war der Knittelvers das übliche Versmaß im Drama, in den (damals noch versifizierten) erzählenden Dichtungen (siehe Versepos) und in nicht gesungenen, meist didaktischen oder satirischen Gedichten. (In gesungener Lyrik hingegen waren relativ freie Strophen- und Versformen üblich, die in den später so benannten Madrigalvers eingingen.) Früh verwendet wurde der Knittelvers von dem Nürnberger Fastnachtspieldichter Hans Rosenplüt (1400–1460). In Sebastian Brants (1457–1521) satirischem Lehrgedicht Das Narrenschiff (1494) und in den Werken Hans Sachs’ (1494–1576) und Johann Fischarts (1546–1590) herrscht der strenge Knittelvers vor.
Die Dichter des Barocks bekämpften die ihrer Meinung nach kunstlose Form des Knittelverses, woraufhin der Knittelvers für längere Zeit fast nur noch in volkstümlicher Dichtung oder scherzhaften Werken Verwendung fand. Dies änderte sich erst wieder mit dem Sturm und Drang, als sich Autoren bewusst von klassischen Vorbildern ab- und deutschen Formen zuwandten. Klassisch geworden ist die Verwendung des Knittelverses in Goethes Faust, wo er die altdeutsche Kulisse des Faust-Stoffes illustriert. Seit der zweiten Hälfte des 19. Jahrhunderts wird der Knittelvers kaum noch, und wenn, dann fast ausschließlich für komische Dichtung verwendet. Entsprechend häufig ist er z. B. in Büttenreden zu finden. Theodor Fontane jedoch benutzte ihn in seinen späteren Jahren als Zeichen einer einfachen, inhaltsbetonenden Lyrik ohne Pomp und auf Grund der Freiheit seiner Füllung. Die wohl bekannteste Dichtung allein in Knittelversen ist Hugo von Hofmannsthals Jedermann.

## Beispiele
Beispiel für den strengen Knittelvers:
Eins abents spat da schaut ich aus

zu eim fenster in meinem haus,

darvor sah ich ein ungestalten,

eineugig zerhaderten alten

mit einem großen weiten maul

halten auf einem ackergaul.

Hans Sachs, Beginn von Hans Unfleiß
Beispiel für den freien Knittelvers:
Auch lasst euch gar nicht diß betrüben

Wenn der schreckliche grimmende brüllende Löw wird einher schieben.

Andreas Gryphius, Absurda Comica oder Herr Peter Squenz

## Knittelversdichter
- Nikolaus Ganter (1809–1886), deutscher Maler und Lokaldichter